# باغ بابر
باغ بابر (به انگلیسی: Gardens of Babur) یک باغ تاریخی و تفریحی و نیز آرامگاه بابر پادشاه گورکانی است که در شهر کابل موقعیت دارد. این باغ به دستور بابر یکی از پادشاهان گورکانی که در غرب به مغولان کبیر هندوستان مشهور بودند در سال ۱۵۲۸ میلادی بنا شده‌است. باغ بابر در دامنهٔ کوه شیر دروازهٔ کابل از معدود بناهای تاریخی این شهر است، که از گزند حوادث محفوظ مانده‌است.
باغ بابر یک پارک تاریخی در کابل، افغانستان است که همچنین آخرین استراحتگاه امپراتور مغول، ظهیر الدین محمد بابر بود. به نظر می‌رسد که این باغ حدود ۱۵۲۸ میلادی، ۹۳۵ هجری شمسی ساختن شده باشد. طوری که بابر در کتاب خاطرات خود بنام بابرنامه یادآوری می‌کند وی شخصاً خودش دستور آغاز ساخت باغی را در کابل صادر کرده‌است.
رسم امپراتوران و شاهزادگان مغول این بوده‌است که استراحتگاه‌های متعددی در دوران زندگی‌شان بسازند، و یکی‌شان را به عنوان آخرین استراحتگاه خود انتخاب نمایند. جریان ساخت و ساز این مکان توسط خلف وی، جهانگیر و نامادری‌اش، رقیه سلطان بیگم ادامه داده شد.

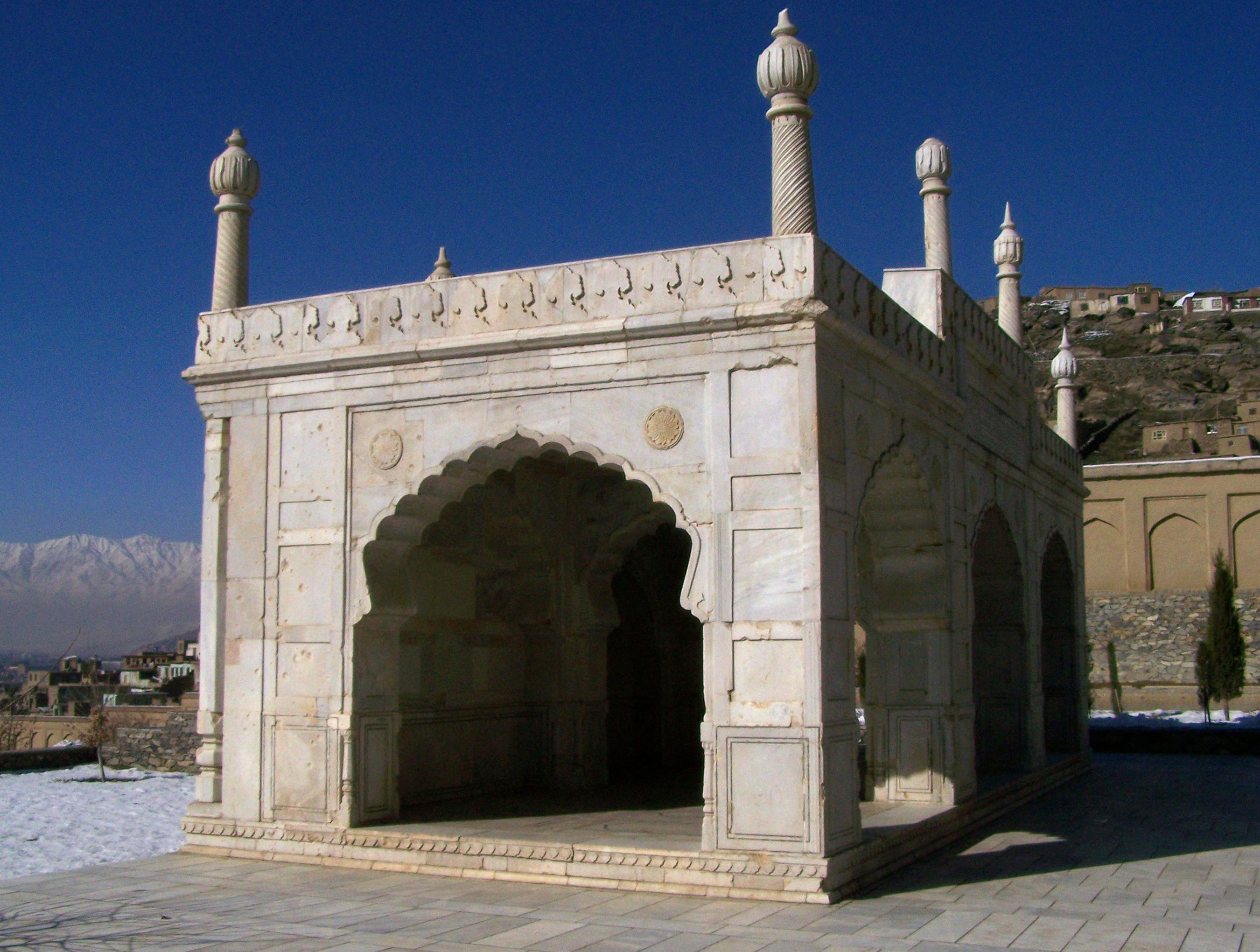
مسجد کوچک باغ بابر

جهانگیر دستور داد تمام باغ‌های کابل توسط حصار احاطه شود و وی ساختمانی را نیز بالای قبر پدر خود که در باغی موسوم به نام خودش مدفون است، داد. وی مسجدی را نیز پایین‌تر از آرامگاه پدر خود احداث نمود.

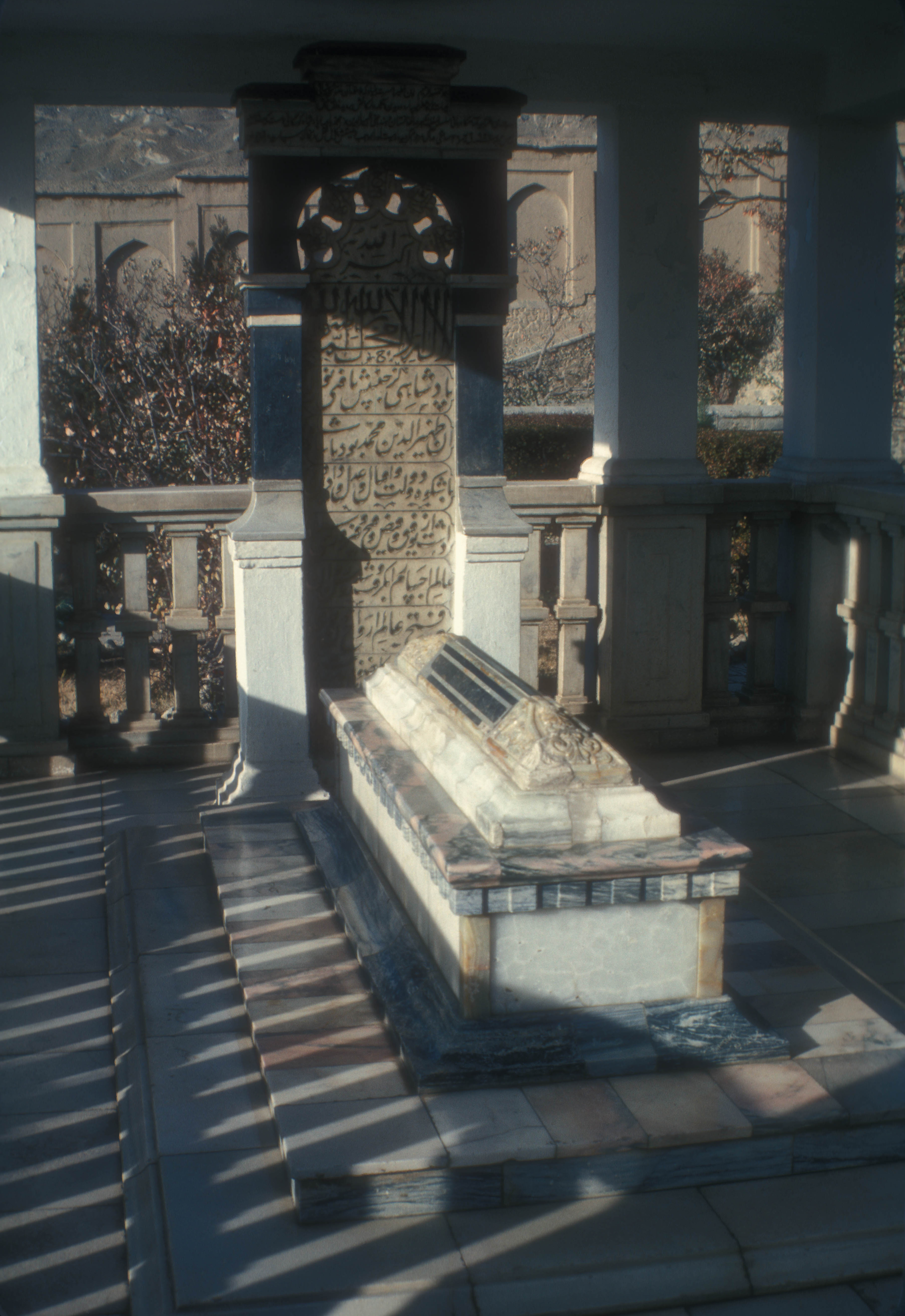
داخل مقبرهٔ بابر در باغ بابر.

این باغ محبوب بابر بنیانگذار سلسلهٔ مغولان هندوستان (مُغلیه سلطنت) بود و شاه بابر این باغ را به سبک پردیس‌های ایرانی ساخته و این یکی دیگر از نمونه‌های وافر علاقهٔ سلطنت مغولان هند به فرهنگ ایرانی است. فلسفهٔ ساخت این باغ‌ها به پردیس یا بهشت برمی‌گردد، حالت طبقاتی و پله‌ای باغ امکان روان ساخت جوی‌ها متعدد، آبشارهای کوچک و فواره‌ها را می‌دهد. شباهت این باغ به باغ‌های مشهور کشمیر و باغ‌های تاریخی کرمان و همچنین باغ فین کاشان موید ارتباط کامل سبک احداث این باغ با سایر باغ‌های مهم و مشهور حوزه فرهنگ و تمدن ایرانی است.
بابر آنقدر به این باغ علاقه‌مند بود که وصیت کرد بدن او پس از مرگ را به خاک این باغ زیبا بسپارند و گرچه فرسنگ‌ها دور از باغ و شهر محبوبش کابل، در قلب خاک هندوستان در شهر آگره درگذشت اما نهایتاً جسد وی پس از فوت به آنجا منتقل شد و اکنون مقبرهٔ شاه بابر در باغ بابر در کابل قرار دارد.

## افراد به خاک سپرده شده
علاوه بر بابر، افراد معروف دیگری از دودمان گورکانی در این مکان به خاک سپرده شده‌اند:
- خانزاده بیگم
- هندل میرزا
- رقیه سلطان بیگم
- میرزا محمد حکیم

## کاروانسرا
در ابتدای ورودی باغ بابر کاروانسرای زیبایی قرار دارد که به تازگی بازسازی شده‌است و برای ورود به محوطه اصلی باغ باید از این مکان عبور کرد.
در گذشته این کاروانسرا محل رفت‌وآمد بازرگانان و مکانی برای اسکان فقرا بوده‌است. در حال حاضر این کاروانسرا تبدیل به دفاتر اداری باغ و حجره‌های فروش صنایع دستی شده‌است.

## تصاویر

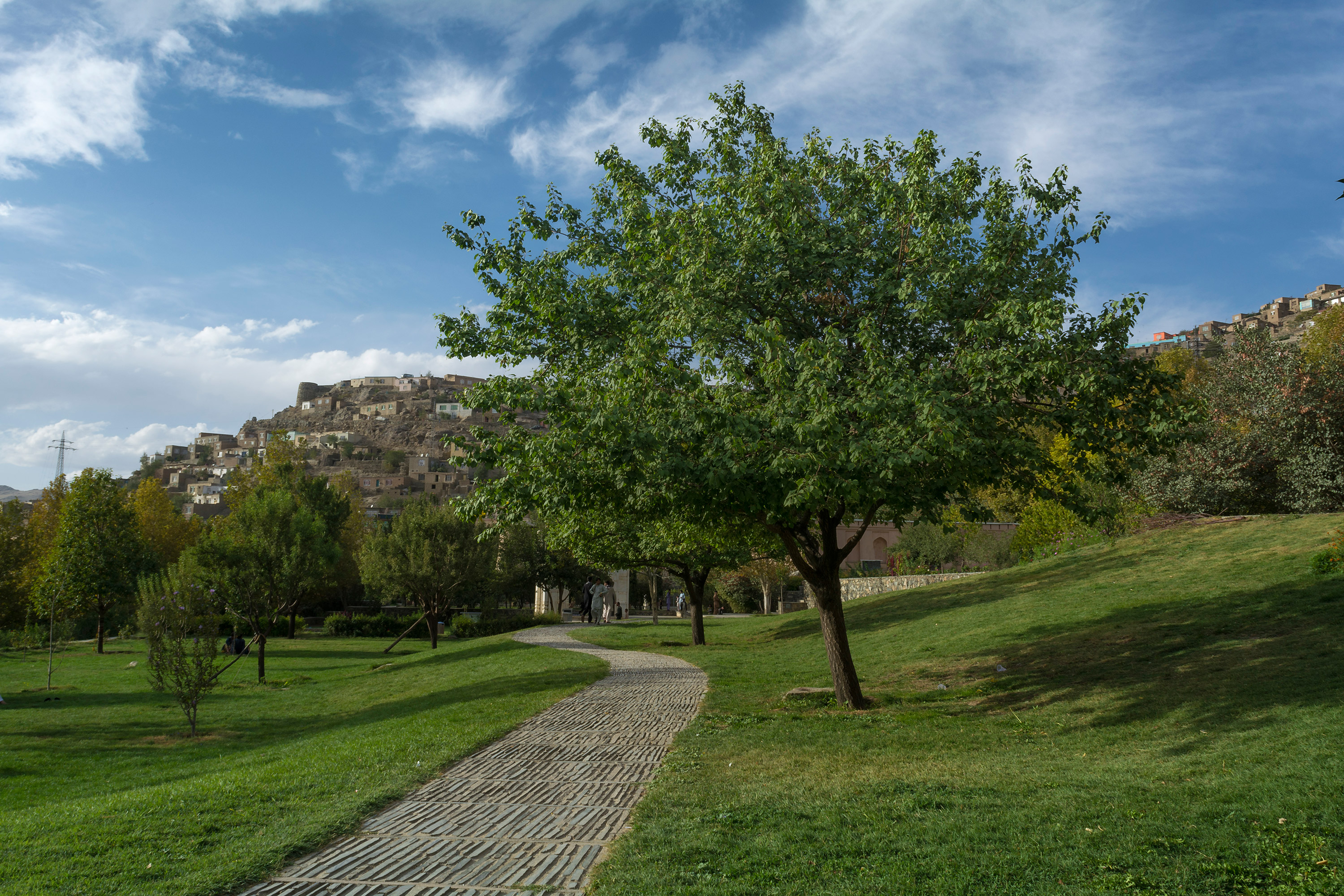
باغ بابر
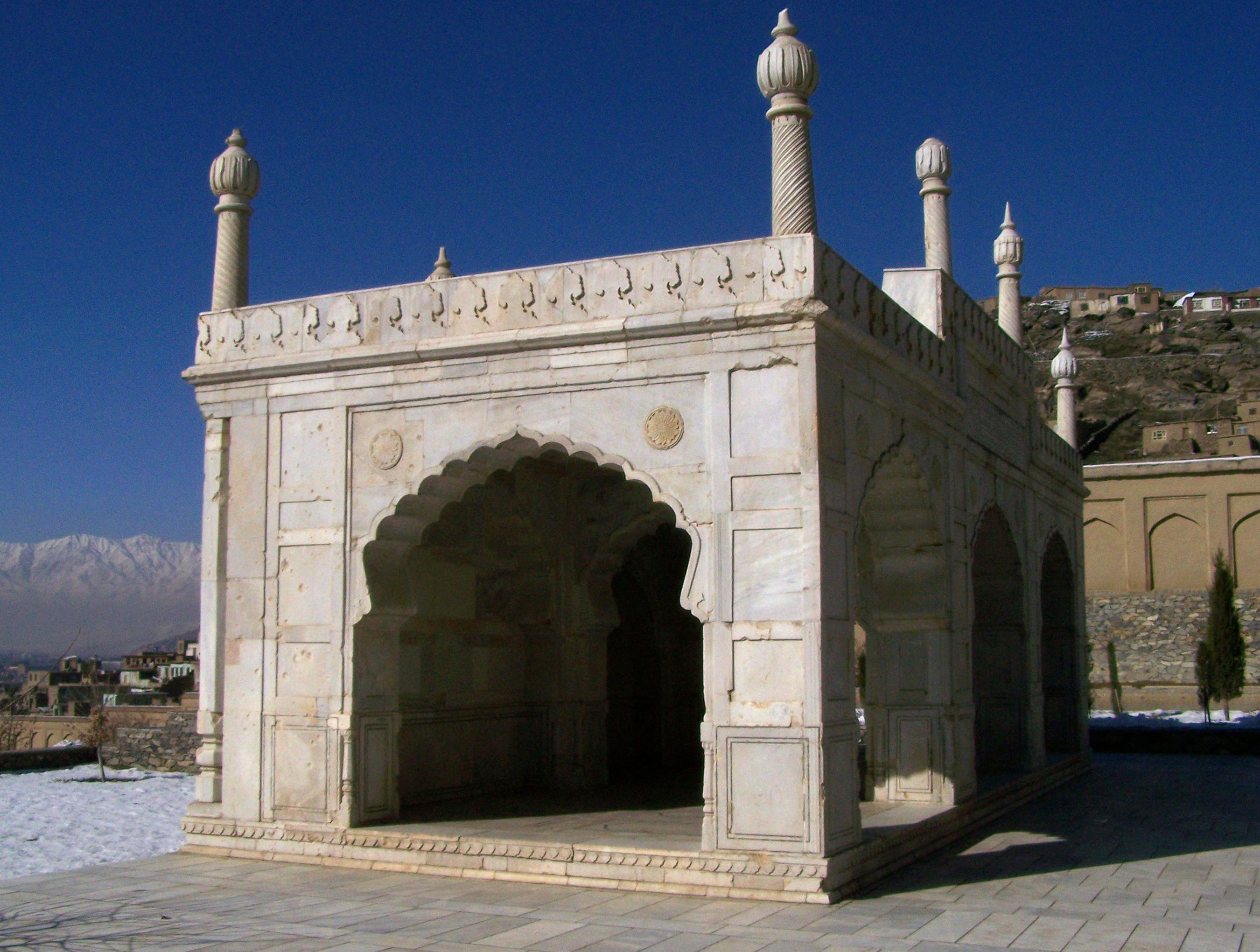
مسجدی در داخل باغ
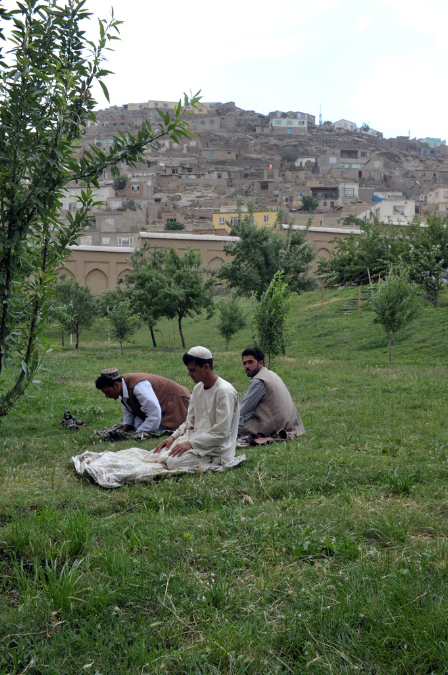
مردان نمازگزار
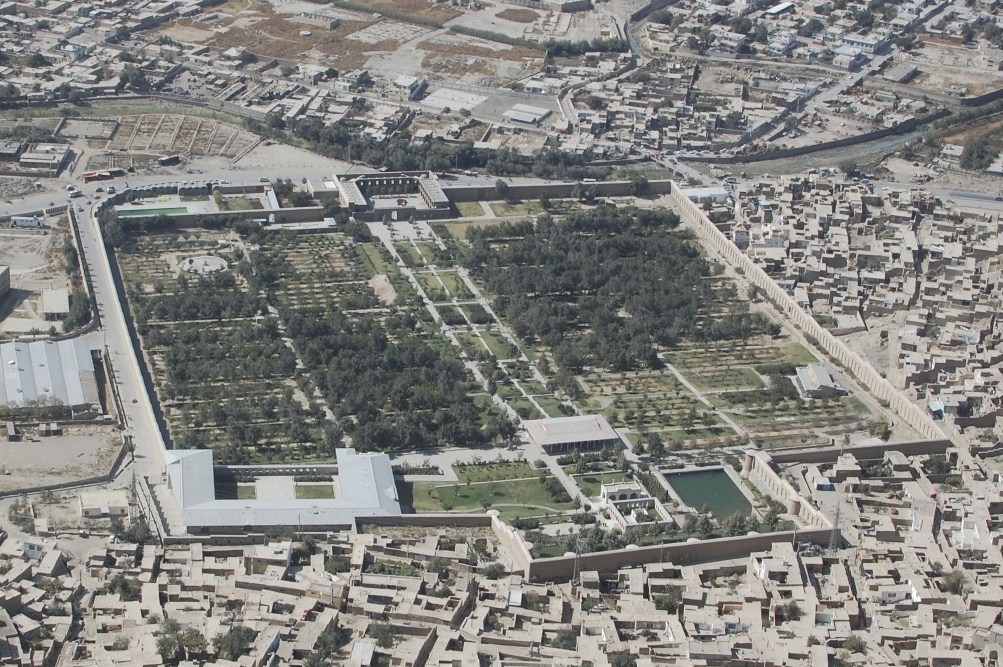
نمای باغ از بالای کوه در سال ۲۰۰۹
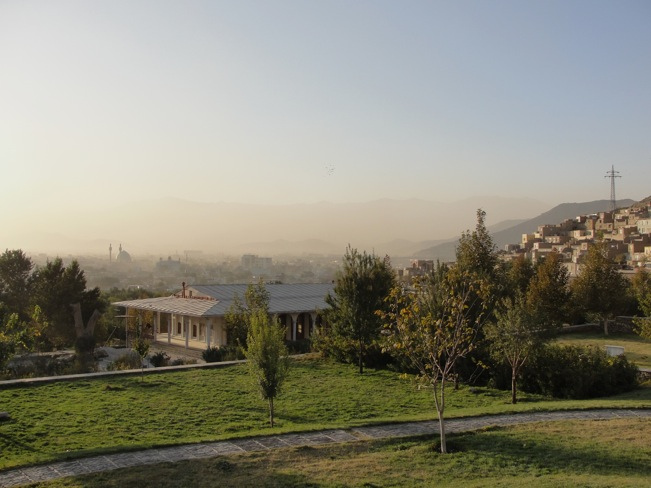
خزان ۲۰۱۰
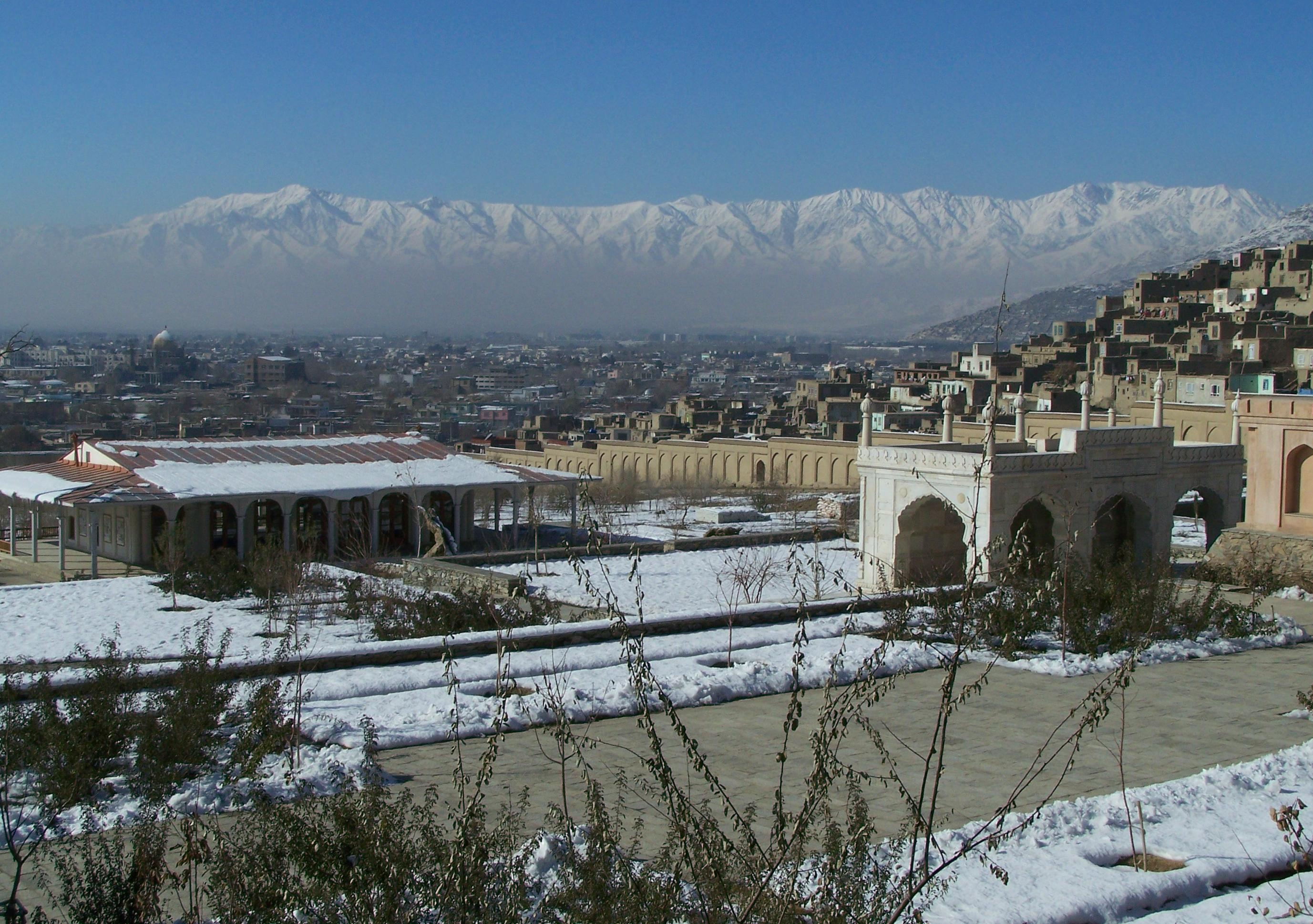
زمستان ۲۰۰۶